# Benjamín Aceval
Benjamín Aceval – miasto w departamencie Presidente Hayes, w Paragwaju. Według danych na rok 2020 miasto zamieszkiwało 21 156 osób, a gęstość zaludnienia wyniosła 1,92 os./km².

## Historia
Benjamín Aceval (pierwotnie nazywało się „Monte Sociedad”) został założony 30 kwietnia 1859 roku. Pierwszymi osadnikami byli imigranci europejscy, głównie z Francji i Belgii. W 1940 roku departament ten został utworzony na mocy ustawy 436 z 6 października. Paragwaj odzyskał to terytorium na mocy orzeczenia prezydenta Rutherforda B. Hayesa.

## Demografia
Ludność historyczna:
| Rok                         | 2000   | 2005   | 2010   | 2015   | 2020   |
| --------------------------- | ------ | ------ | ------ | ------ | ------ |
| Ludność                     | 13 545 | 15 375 | 17 262 | 19 203 | 21 156 |
| Gęstość zaludnienia os./km² | 1,23   | 1,39   | 1,56   | 1,74   | 1,92   |

Ludność według grup wiekowych na rok 2020:
| Wiek                                | 0–9 lat | 10–19 lat | 20–29 lat | 30–39 lat | 40–49 lat | 50–59 lat | 60–69 lat | 70–79 lat | 80+ lat |
| ----------------------------------- | ------- | --------- | --------- | --------- | --------- | --------- | --------- | --------- | ------- |
| Liczba osób w danej grupie wiekowej | 4579    | 4118      | 3754      | 3072      | 2130      | 1625      | 1094      | 543       | 241     |

Struktura płci na rok 2020:
| Płeć                         | Mężczyźni | Kobiety |
| ---------------------------- | --------- | ------- |
| Liczba osób w danej płci     | 10 973    | 10 183  |
| Liczba osób w danej płci w % | 51,9      | 48,1    |

## Gospodarka
Miasto jest najlepiej rozwinięte rolniczo w całym departamencie, uprawia się tu m.in. trzcinę cukrową, melasę oraz syrop trzcinowy. Istnieje też przemysł mleczarski i drobiarski. Znajdujący się na tym terenie tartak eksportuje drewno do Europy.